# Playa Kalki
Playa Kalki is een strand in Bandabou, Curaçao, gelegen bij de plaats Westpunt in het noordwesten van het eiland. De naam verwijst naar de kalk die voorkomt op het strand en de omringende kliffen. Het strand wordt ook aangeduid met de naam "Alice in Wonderland", de reden hiervoor is onbekend. Vanaf deze plek kan men snorkelen en duiken. Er zijn een snackbar en een duikwinkel.
Baya Beach · Blauwbaai · Daaibooi · Grote Knip · Jan Thielbaai* · Kleine Knip · Kokomo Beach · Playa Cas Abao* · Playa Fòrti · Playa Gipy · Playa Jeremi · Playa Kalki · Playa Kanoa · Playa Lagun · Playa Porto Marie · Playa Santa Cruz · Santa Barbara Beach* · Seaquarium Beach*

* privéstranden